# Johann Niemann
Pour les articles homonymes, voir Niemann.
Johann Niemann (4 août 1913 à Völlen – 14 octobre 1943 au centre d'extermination de Sobibór) est un SS-Untersturmführer allemand et commandant adjoint du camp d'extermination de Sobibór. Il prit une part active dans le génocide juif, notamment lors de l'Aktion Reinhard à Sobibór. Il est tué par des prisonniers juifs durant la révolte de Sobibór.

## Biographie
Johann Niemann rejoignit le parti nazi en 1931 sous le numéro de membre 753 836 et la SS en 1934 sous le numéro 270 600. Il sert au camp d'extermination de Bełżec, avec le grade de SS-Oberscharführer, où il commande la zone d'extermination du camp II. Il est ensuite transféré au camp de Sobibór, où il est commandant adjoint à plusieurs reprises en 1942 avant d'être définitivement nommé au début de l'année 1943. Après la visite de Heinrich Himmler à Sobibór le 12 février 1943, Niemann est promu SS-Untersturmführer.

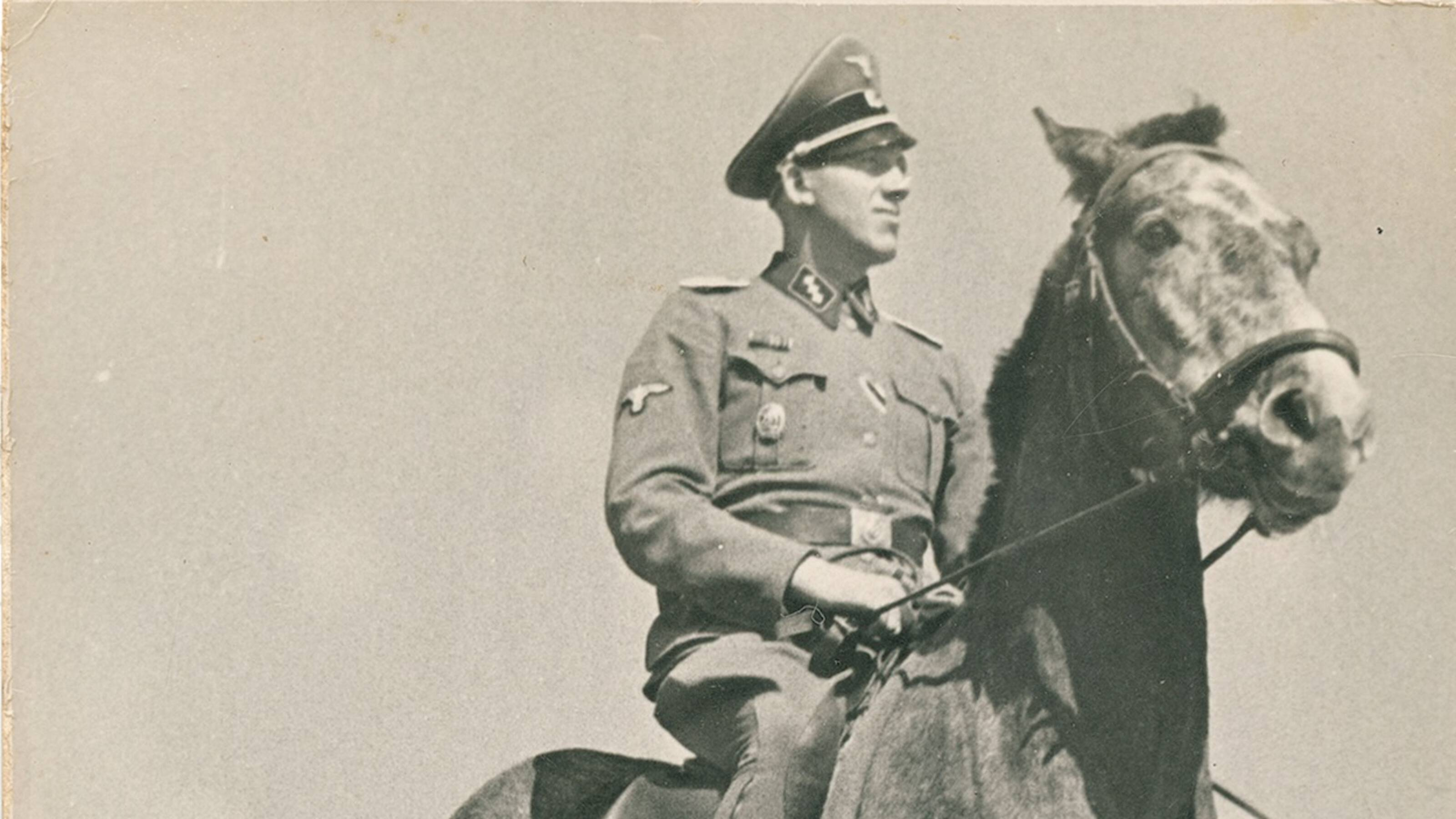
Niemann à cheval en 1943.

Karl Frenzel, commandant à Sobibór, se souvient comment Niemann géra une menace particulière de révolte de prisonniers dans le camp:
« Un Kapo polonais m'a dit que des Juifs hollandais organisaient une évasion, je l'ai donc relayé au commandant adjoint Niemann. Il a ordonné que les soixante-douze Juifs soient exécutés. »
Le 14 octobre 1943, un soulèvement de prisonniers eut lieu au camp de Sobibór, Niemann était alors l'officier SS le plus haut gradé en service ce jour-là. Il fut la première personne à être assassinée par les prisonniers. Niemann fut tué dans le baraquement du tailleur par un coup de hache à la tête par Alexander Shubayev, un soldat Juif de l'Armée rouge emprisonné à Sobibór en tant qu'ouvrier esclavagisé Sonderkommando.
Les photos prises par Niemann, et léguées en 2020 par son petit-fils à l'USHMM constituent un très important éclairage sur Sobibor.